# Lohmannella kervillei
Lohmannella kervillei är en kvalsterart som först beskrevs av Édouard Louis Trouessart 1894.  Lohmannella kervillei ingår i släktet Lohmannella och familjen Halacaridae. Inga underarter finns listade i Catalogue of Life.